# Lausnitz (Wondreb)
Die Lausnitz im Reichsforst (Fichtelgebirge) ist ein linker Nebenbach der Wondreb.
Sie ist auch Namensgeberin der naturräumlichen Untereinheit Lausnitzer Randberge (394-D), welche den Reichsforst mit Kohlwald von der naturräumlichen Haupteinheit Hohes Fichtelgebirge (394) unterteilt.

## Quelle
Der Bach entspringt südlich von Preisdorf zwischen Ruheberg und Hirschentanz am Burgrangen.

## Verlauf
Die Lausnitz speist bereits kurz nach ihrer Quelle die ersten Fischteiche und läuft dann in östliche Richtung, bis sie ein gutes Stück südlich von Konnersreuth die Staatsstraße 2176 unterquert. Danach fließt sie bis zur Konnersreuther Lodermühle südostwärts, an der sie auf südlichen Lauf zwischen den bewaldeten Bergkegeln Streuleite (582 m ü. NHN) rechts und Gulgberg (579 m ü. NHN) links wechselt. Gleich zu Anfang dieses Abschnitts mündet rechtsseits der hinter der Streuleite hervorkommende Lüffelgraben. Nachdem sie die Bergenge passiert hat, wendet sie sich auf wieder östlichen Lauf; gegenüber dem Gulgberg mündet hier sogleich und wiederum von rechts der Steinbühlgraben. Zuletzt durchquert sie ostwärts den Weiler Terschnitz der Gemeinde Leonberg und mündet einen Viertelkilometer nach ihm von links in die hier nordwärts laufende Wondreb.

## Nutzung
Der Bach wird durch Fischerei (Teichanlagen) wirtschaftlich genutzt.

## Karte
- Fritsch Wanderkarte 1:50.000 Fichtelgebirge-Steinwald